# إمارة الرياض
إمارة الرياض تأسست في (5 شوال 1319هـ - 15 يناير 1902 حتى عام 1913)، على يد عبد العزيز بن عبد الرحمن بن فيصل آل سعود والذي تمكن من استعادة مدينة الرياض ليؤسس الدولة السعودية الثالثة.

## انظر ايضًا
- الدولة السعودية الأولى
- الدولة السعودية الثانية
- الدولة السعودية الثالثة